# Carlos Frederico Lecor
Carlos Frederico Lecor, visconte di Laguna (Lisbona, 6 ottobre 1764 – Rio de Janeiro, 2 agosto 1836), è stato un generale e politico portoghese naturalizzato brasiliano.
Egli fu uno dei più famosi generali non britannici ad avere il comando di una divisione anglo-portoghese durante la Guerra peninsulare diretta dal Duca di Wellington (la settima, sul finire del 1813), oltre ad aver ottenuto in seguito il comando delle forze portoghesi che invasero Banda Oriental dell'Uruguay nel 1816.

## Biografia

### I primi anni
Figlio di Louis Pierre Lecor, emigrato francese, e di Quitéria Maria Krusse, Carlos Frederico Lecor nacque nella parrocchia di Santos-o-Velho, a Lisbona. Se per parte di suo padre i suoi parenti erano tutti di origini francesi, sua madre poteva vantare origini tedesche, olandesi e spagnole.
La sua famiglia svolgeva professione mercantile e come primogenito di cinque figli, egli venne destinato inizialmente a seguire le orme paterne. Dopo lo spostamento della famiglia a Faro dal 1770, invece, egli decise di entrare nell'esercito portoghese come Pé de Castelo (guardia del castello) nel 1793, con la specializzazione di cannoniere, all'età ormai avanzata per il servizio militare, 29 anni.
Posto presso la Fortezza di Santo António da Barra, a Tavira, raggiunse in servizio il rango di sergente. Divenne quindi aiutante del comandante militare di Portimão, col rango di ufficiale. Nel 1794 divenne inoltre primo tenente del reggimento di artiglieria dell'Algarve, secondo in comando nella nona compagnia di cannonieri.
Nel 1795 e nel 1796, fu membro del complemento d'artiglieria, la nave Príncipe da Beira, ammiraglia della flotta commerciale di scorta a Salvador, in Brasile.
Al suo ritorno a Lisbona, venne promosso capitano nella Legione di Truppa Leggera, un'unità sperimentale dell'Esercito portoghese, divenendo poi aiutante di campo del generale marchese di Alorna. Nel 1802 venne promosso maggiore e nel 1805 elevato al rango di tenente colonnello.

### La guerra peninsulare
In occasione della prima invasione francese del Portogallo, nel novembre del 1807, Carlos Frederico Lecor si dice fosse tra i primi ad aver studiato i movimenti dell'esercito invasore appena sbarcato a nord di Abrantes, comandato dal generale Junot, e ad aver personalmente informato il principe reggente del Portogallo, il futuro re Giovanni VI.
Dal momento che Lecor si era rifiutato di servire nella Légion Portugaise francese, lasciò il resto dell'esercito portoghese che aveva deciso di piegarsi al volere di Napoleone e si portò a Plymouth, in Inghilterra, con la speranza di riuscire da lì ad imbarcarsi alla volta del Brasile, ma una volta avuta la notizia di un'insurrezione portoghese nel giugno del 1808, prese parte attivamente alla creazione della Loyal Lusitanian Legion, un'unità militare creata da esiliati portoghesi in Inghilterra. Egli fece dunque ritorno in Portogallo al seguito del colonnello Robert Wilson. Pur venendo inizialmente impiegato come responsabile per il reclutamento del secondo battaglione della legione, divenne colonnello del 23º reggimento di fanteria ad Almeida nel dicembre del 1808.
Tra il 1809 ed il 1813, Lecor fu di fatto comandante di diverse unità dell'esercito portoghese, in particolare a livello di brigate, nonché comandante della regione di Beira Baixa di base a Castelo Branco. Promosso generale di brigata l'8 maggio 1811, per un breve periodo fu al comando della Brigata Portoghese degli Alleati (7ª divisione). Prese parte alla Battaglia id Bussaco e fu presente alle Linee di Torres Vedras sotto la direzione del generale Rowland Hill.
La sera della Battaglia di Vitoria, nel 1813, Lecor venne posto nuovamente a capo della Brigata Portoghese (poi numerata col 6) della 7ª divisione dell'esercito anglo-portoghese, al comando di Lord Dalhousie. Promosso maggiore generale dal 4 giugno 1813, prese parte quindi alla Battaglia di Sorauren come comandante di brigata ed alla Battaglia di Nivelle come comandante de facto della 7ª divisione. Venne quindi posto al comando della Divisione Portoghese ove rimase fino alla fine del conflitto, prendendo parte alla Battaglia del Nive, detta anche Battaglia di St. Pierre.

### Il servizio in Brasile ed in Uruguay
Tornato in Portogallo a metà del 1814, dopo la conclusione della Guerra peninsulare, Lecor venne nomijnato governatore militare dell'Alentejo per un breve periodo.
Nel giugno del 1815 venne promosso tenente generale e nominato comandante della Divisão de Voluntário Reais do Príncipe, unità che venne inviata in Brasile, in gran parte composta da veterani della guerra peninsulare.
Nel 1816 ebbe successo nel guidare la conquista portoghese del confine orientale dell'Uruguay, contro la Liga Federal guidata da José Gervasio Artigas, che già aveva liberato la Banda Oriental dal dominio spagnolo l'anno precedente.

Egli governò personalmente la nuova Provincia Cisplatina conquistata, sino allo scoppio della Guerra argentino-brasiliana del 1825–1828. Durante questa guerra, riuscì a difendere Montevideo dall'assedio argentino-uruguayano, ma quando l'Uruguay divenne indipendente col trattato di pace successivo, egli dovette tornare forzatamente in Brasile ove concluse i suoi giorni.